# العلاقات البرازيلية التركية
العلاقات البرازيلية التركية هي العلاقات الثنائية التي تجمع بين البرازيل وتركيا.

## مقارنة بين البلدين
هذه مقارنة عامة ومرجعية للدولتين:
| وجه المقارنة                                              | البرازيل | تركيا         |
| --------------------------------------------------------- | --- | ------------- |
| المساحة (كم2)                                             | 8.52 مليون | 783.56 ألف    |
| عدد السكان (نسمة)                                         | 202.66 مليون | 80.14 مليون   |
| الكثافة السكانية (ن./كم²)                                 | 23.79 | 102.28        |
| العاصمة                                                   | برازيليا، ريو دي جانيرو | أنقرة         |
| اللغة الرسمية                                             | برتغالية برازيلية، Brazilian Sign Language ‏ | اللغة التركية |
| العملة                                                    | ريال برازيلي، كروزيرو ريال برازيلي ‏، كروزيرو البرازيلية (1990–1993)، البرازيلي كروزادو نوفو، كروزادو برازيلي، cruzeiro ‏، كروزيرو البرازيلية (1942–1967)، الريال البرازيلي (قديم) | ليرة تركية    |
| الناتج المحلي الإجمالي (بليون دولار)                      | 2.06 تريليون | 851.10 مليار  |
| الناتج المحلي الإجمالي (تعادل القوة الشرائية) بليون دولار | 3.22 تريليون | 1.57 تريليون  |
| الناتج المحلي الإجمالي الاسمي للفرد دولار أمريكي          | 8.54 ألف | 9.12 ألف      |
| الناتج المحلي الإجمالي للفرد دولار أمريكي                 | 15.89 ألف | 19.79 ألف     |
| مؤشر التنمية البشرية                                      | 0.754 | 0.761         |
| رمز المكالمات الدولي                                      | +55 | +90           |
| رمز الإنترنت                                              | .br | .tr           |
| المنطقة الزمنية                                           | | ت ع م+03:00   |

## مدن متوأمة
في ما يلي قائمة باتفاقيات التوأمة بين مدن برازيلية وتركية:
- ترتبط ريو دي جانيرو مع إسطنبول باتفاقية توأمة منذ 1969.
- ترتبط بورتو أليغري مع الصالحية [الإنجليزية]‏ باتفاقية توأمة منذ 1994.
- ترتبط بارينتينس مع إسطنبول باتفاقية توأمة.

## منظمات دولية مشتركة
يشترك البلدان في عضوية مجموعة من المنظمات الدولية، منها:
| علم المنظمة | اسم المنظمة                        | تاريخ انضمام البرازيل | تاريخ انضمام تركيا |
| ----------- | ---------------------------------- | --------------------- | ------------------ |
|             | البنك الدولي للإنشاء والتعمير      | 14 يناير 1946         | 11 مارس 1947       |
|             | يونسكو                             | 4 نوفمبر 1946         | 4 نوفمبر 1946      |
|             | الاتحاد البريدي العالمي            | ?                     | ?                  |
|             | البنك الإفريقي للتنمية             | ?                     | ?                  |
|             | نظام تحكم تكنولوجيا القذائف        | 1995                  | 1997               |
|             | منظمة الشرطة الجنائية الدولية      | ?                     | ?                  |
|             | الأمم المتحدة                      | 24 أكتوبر 1945        | 24 أكتوبر 1945     |
|             | مؤسسة التنمية الدولية              | 15 مارس 1963          | 22 ديسمبر 1960     |
|             | مجموعة العشرين                     | ?                     | ?                  |
|             | منظمة التجارة العالمية             | ?                     | 26 مارس 1995       |
|             | وكالة ضمان الاستثمار متعدد الأطراف | 7 يناير 1993          | 3 يونيو 1988       |
|             | الاتحاد الدولي للاتصالات           | 4 يوليو 1877          | 1866               |
|             | مجموعة الموردين النوويين           | ?                     | ?                  |
|             | مؤسسة التمويل الدولية              | 31 ديسمبر 1956        | 19 ديسمبر 1956     |
|             | الفريق المعني برصد الأرض           | ?                     | ?                  |
|             | منظمة حظر الأسلحة الكيميائية       | ?                     | ?                  |

## أعلام
هذه قائمة لبعض الشخصيات التي تربطها علاقات بالبلدين:
- رافاييل ماركيز ماريانو (لاعب كرة قدم برازيلي، 27 مايو 1983 – )
- محمد أوريليو (لاعب كرة قدم برازيلي، 15 ديسمبر 1977[22] – )

## وصلات خارجية
- موقع وزارة الخارجية البرازيلية
- موقع وزارة الخارجية التركية